# Dans les traces de nos pères
Dans les traces de nos pères est une œuvre de Jozef Jankovic. C'est l'une des œuvres d'art de la Défense, en France.

## Description
L'œuvre est située sous la résidence Vision 80.

## Historique
L'œuvre est installée en 1990.

## Culture populaire
L'oeuvre apparaît dans plusieurs scènes du film Au poste ! réalisé par Quentin Dupieux